# Всю ніч (фільм, 1918)
Всю ніч (англ. All Night) — американська комедійна драма режисера Пола Пауелла 1918 року.

## Сюжет
Подружня пара переконала неодружених, щоб вони зайняли їх місця на вечірці в той час як вони прикинуться слугами.

## У ролях
- Кармел Майерс — Елізабет Лейн
- Рудольф Валентіно — Річард Тайер
- Чарльз Доріан — Вільям Харкорт
- Мері Воррен — Мод Харкорт
- Вільям Дайер — Бредфорд
- Ведсворт Харріс — полковник Лейн
- Джек Халл — дворецький
- Лідія Єменс Тітус — кухар